# Сырнев, Александр Петрович
Алекса́ндр Петро́вич Сы́рнев (1855—1918) — член Государственного совета Российской империи, полковник.

## Биография
Родился в русской православной дворянской помещичьей семье, выходцев из Казанской губернии. Окончил Вятскую мужскую гимназию. В 1872 году поступил вольноопределяющимся в Калужский 5-й пехотный полк в чине подпоручика. С 1876 года он исполняющий должность квартирмейстера. Принимал участие в Русско-турецкой войне, в отряде генерала М. Д. Скобелева. В 1877 году был награжден за мужество, проявленное при штурме Ловчи, орденом Святого Георгия 4-й степени. В 1878 году был награжден орденом Святой Анны 4-й степени на саблю с надписью «За храбрость» за атаку Зелёных гор у Плевны. В одном из боёв был ранен. С 1878 года Сырнев командующий 1-й линейной ротой. В 1878 году Александр Петрович был командирован в Болгарию для постановки памятников на полях битв. После окончания войны, в 1879 году, он был командирован в Казанское пехотное юнкерское училище. С 1890 года он заведующий хозяйством училища. В 1891 году Сырнев утверждён в должности командира роты юнкеров. 17 июля 1894 года переведён в Котельнический резервный батальон и временно назначен его командующим.  С 1895 года Александр Петрович был временным членом Казанского военно-окружного суда. 
В 1896 году он произведён в полковники, вышел в отставку и поселился в своём имении в Елабужском уезда Вятской губернии; где ему принадлежало 2139 десятин. Кроме того, Сырнев был совладелцем Сюгинского стекольного завода. Сюгинский стекольный завод принадлежал Александру Евграфовичу Лебедеву и достался по наследству его дочери и жене Сырнева: Софье Александровне (в девичестве — Лебедевой, в первом браке — Языковой). Александр Петрович Сырнев и Софья Александровна имели двух детей: Ольга (12.05.1893 г.р.) и Георгий (12.03.1895 г.р.).
Александр Петрович Сырнев был гласным Елабужского и Малмыжского уездных собраний;гласным Вятского губернского земского собрания. Был мировым судьёй по Елабужскому уезду Вятской губернии. Занимал должность исполняющего обязанности предводителя дворянства Казанского и Царевококшайского уездов Казанской губернии. Был членом «Союза 17 октября»; 7 ноября 1913 года он участвовал в совещании октябристов в Санкт-Петербурге.
28 июля 1909 года Александр Петрович Сырнев был избран членом Государственного совета Российской империи от Вятского губернского земского собрания вместо выбывшего за окончанием срока полномочий Л. В. Юмашева. 21 июля 1912 года он был переизбран в Государственный совет. Входил в Центра группу. Был членом особых комиссий по законопроектам: «О вознаграждении потерпевших вследствие несчастных случаев или утративших трудоспособность на работах мастеровых, рабочих и вольнонаемных служащих промышленных и технических заведений Министерства финансов» в 1909 году; «Об издании Общего устава рыболовства» в 1912 году; «О страховании рабочих от несчастных случаев» в 1911 году, «Об обеспечении рабочих на случай болезни» в 1911 году; «О волостном земском управлении» в 1911 году, вместо выбывшего Н. А. Ясюнинского; «О вызываемых отменою круговой поруки преобразованиях в порядке взимания окладных сборов» в 1912 году; «Об изменении высочайше утвержденных 28 сентября 1900 года Правил о донском частном коннозаводстве на войсковой Задонской степи, в связи с ликвидацией дел коннозаводчиков западной части этой степи в течение 1913-1915 годов» в 1913 году. 6 сентября 1915 года Сырнев выбыл из состава Государственного совета по истечении срока полномочий. В 1918 году Сырнев был расстрелян большевиками. Судьба семьи неизвестна.